# Bestune T99

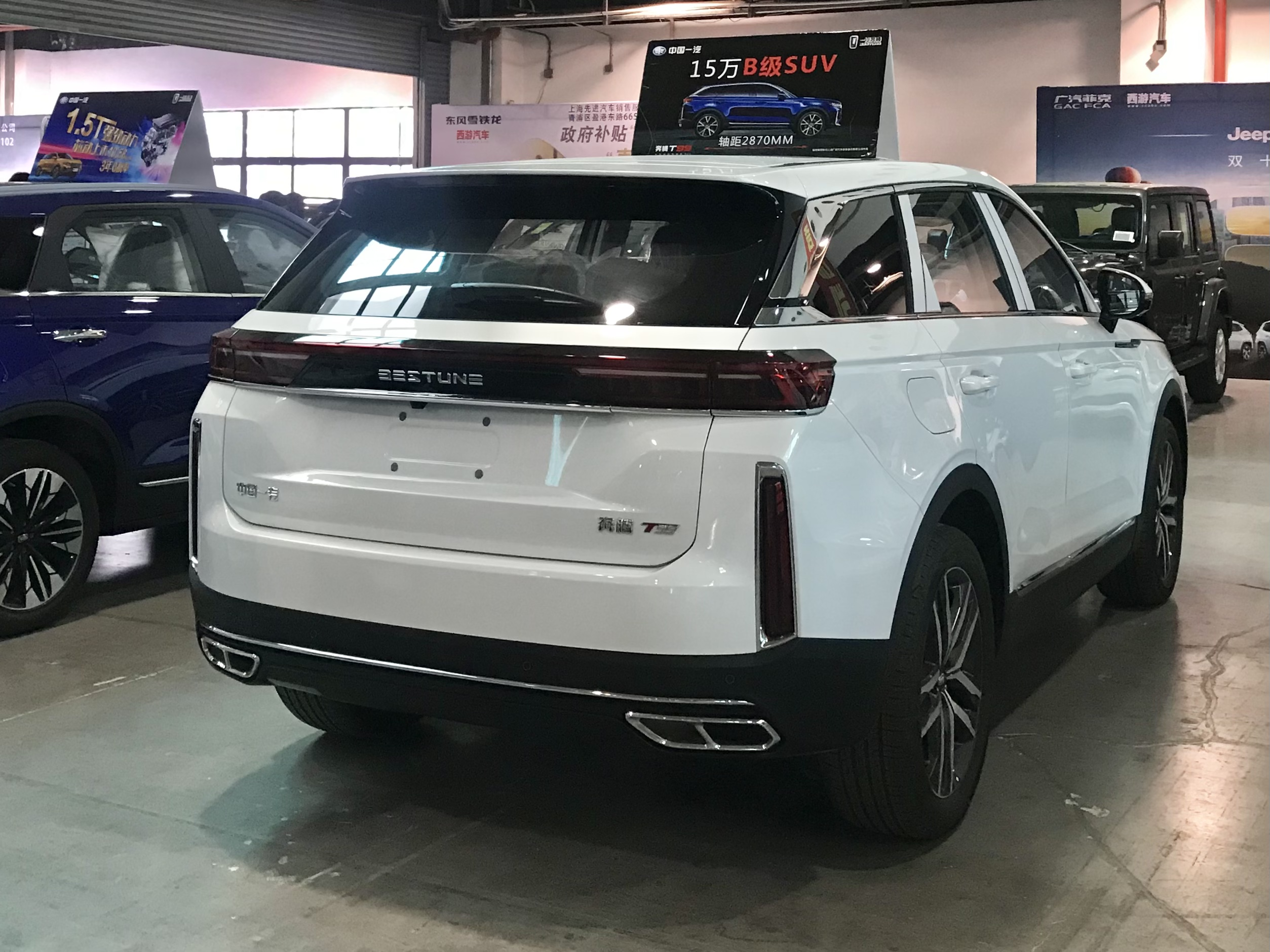
Heckansicht

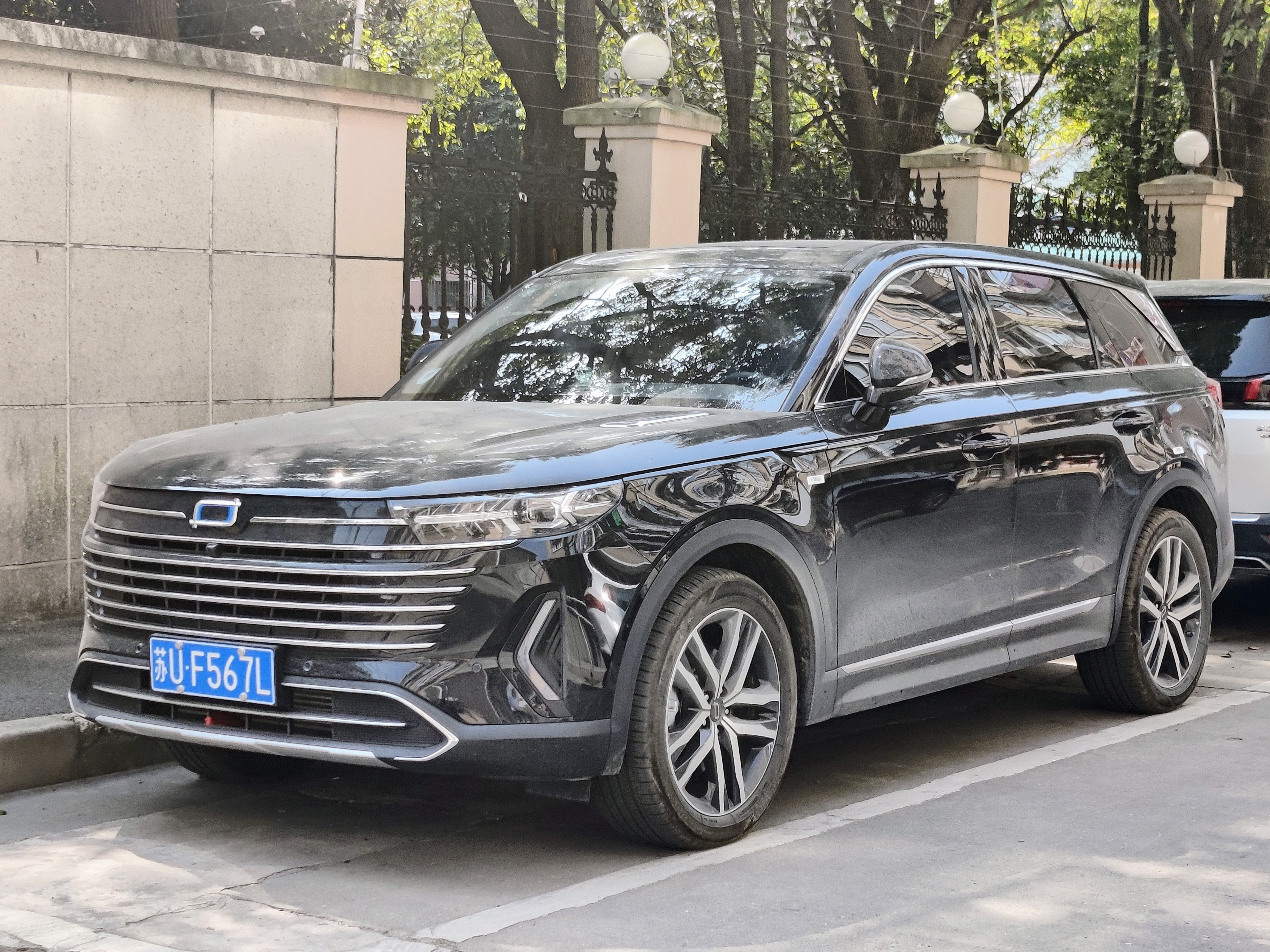
Bestune T99 (2022–2024)

Der Bestune T99 ist ein Sport Utility Vehicle der zum chinesischen Kraftfahrzeughersteller China FAW Group gehörenden Marke Bestune. Es ist oberhalb des Bestune T90 positioniert.

## Geschichte
Einen ersten Ausblick auf das SUV zeigte der Hersteller auf der Shanghai Auto Show im April 2019 mit dem Konzeptfahrzeug T2 Concept. Das 4,80 m lange Serienmodell wurde im September 2019 vorgestellt. Ab dem 1. November 2019 wurde der T99 in China verkauft. Eine überarbeitete Version der Baureihe debütierte im Dezember 2022. Auf dem russischen Markt kam die Baureihe im Juni 2023 in den Handel.

## Infotainment
Als Besonderheit bot der Hersteller das Fahrzeug mit einem holografischen Assistenten an. Dieser Assistent stellt ein holografisches Bild auf dem Armaturenbrett dar. Es unterstützt den Fahrer bei wesentlichen Funktionen des Fahrzeugs – zum Beispiel der Klimaanlagensteuerung – und wird mittels Sprachsteuerung angesprochen.

## Technische Daten
Angetrieben wird der T99 von einem aufgeladenen Zweiliter-Ottomotor. Zum Einsatz kommt ein 8-Stufen-Automatikgetriebe von Shengrui. Ab Juni 2020 war zudem ein 6-Stufen-Automatikgetriebe von Aisin Seiki erhältlich.
|                                             | 20TD 6AT                   | 20TD 6AT                    | 20TD 8AT                    |
| ------------------------------------------- | -------------------------- | --------------------------- | --------------------------- |
| Markt                                       | Russland                   | China                       | China                       |
| Bauzeitraum                                 | 06/2023–08/2024            | 06/2020–09/2024             | 11/2019–09/2024             |
| Motorkenndaten                              |                            |                             |                             |
| Motorart                                    | Ottomotor                  | Ottomotor                   | Ottomotor                   |
| Motorbauart                                 | Reihen-Vierzylinder-Motor  | Reihen-Vierzylinder-Motor   | Reihen-Vierzylinder-Motor   |
| Gemischaufbereitung                         | Benzindirekteinspritzung   | Benzindirekteinspritzung    | Benzindirekteinspritzung    |
| Motoraufladung                              | Turbolader                 | Turbolader                  | Turbolader                  |
| Hubraum                                     | 1989 cm³                   | 1989 cm³                    | 1989 cm³                    |
| max. Leistung bei min−1                     | 160 kW (218 PS) / 5500     | 165 kW (224 PS) / 4500–5500 | 165 kW (224 PS) / 4500–5500 |
| max. Drehmoment bei min−1                   | 340 Nm / 1500–4350         | 340 Nm / 1650–4500          | 340 Nm / 1650–4500          |
| Kraftübertragung                            |                            |                             |                             |
| Antrieb, serienmäßig                        | Vorderradantrieb           | Vorderradantrieb            | Vorderradantrieb            |
| Getriebe, serienmäßig                       | 6-Stufen-Automatikgetriebe | 6-Stufen-Automatikgetriebe  | 8-Stufen-Automatikgetriebe  |
| Messwerte                                   |                            |                             |                             |
| Höchstgeschwindigkeit                       | 190 km/h                   | 210 km/h                    | 210 km/h                    |
| Beschleunigung, 0–100 km/h                  | k. A.                      | 8,6 s                       | 8,8 s                       |
| Leergewicht                                 | 1775 kg                    | 1775 kg                     | 1775 kg                     |
| Kraftstoffverbrauch auf 100 km (kombiniert) | 7,9 l Super                | 7,9 l Super                 | 7,9 l Super                 |